# Santo Antônio (Rio Grande do Norte)
Pour les articles homonymes, voir Santo Antonio.

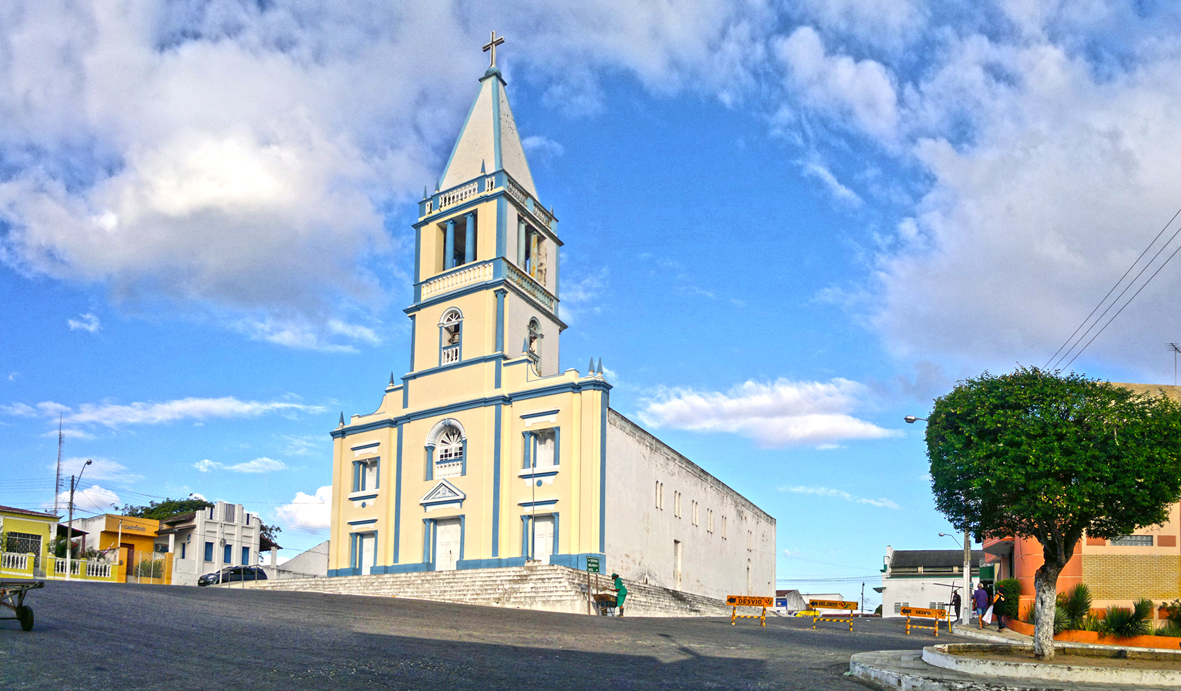
Santo Antônio – Vue

Localisation de Santo Antônio au Brésil

Santo Antônio est une municipalité de l'état de Rio Grande do Norte au Brésil.
La population était de 22 216 habitants en 2012.